# Stade des Frères-Demane-Debbih
Le stade des Frères-Demane-Debbih (en arabe : ملعب الإخوة دمان دبيح) est un stade de football situé dans la ville algérienne d’Aïn M'lila. Il est le lieu d’entraînement de l’Association sportive d'Aïn M'lila.